# Copa de Naciones Afroasiáticas
La Copa de Naciones Afroasiáticas fue un torneo internacional de fútbol organizado por la Confederación Africana de Fútbol y la Confederación Asiática de Fútbol disputado de manera irregular entre 1978 y 2007 por las naciones campeonas de la Copa Africana de Naciones y la Copa Asiática.
A este torneo se le considera, junto a la Copa Artemio Franchi, precursor de la ahora extinta Copa FIFA Confederaciones, y es reconocido por la FIFA.
La primera edición se jugó en 1978, pero el partido de vuelta se canceló debido a problemas políticos en Irán. La competición seguiría normalmente hasta 1997 cuando en el año 2000 los dirigentes de la AFC votaron a Alemania para ser anfitrión de la Copa Mundial 2006 en vez de a Sudáfrica, generando una confrontación entre las confederaciones. En reemplazo de este torneo, se crea la Copa Desafío AFC/OFC la cual tendría dos ediciones en 2001 y 2003. 
La Copa de Naciones Afroasiáticas volvería en el año 2007 la cual sería la séptima edición, pero bajo el nombre de Copa Desafío AFC Asia/África, y esa sería la última vez que este torneo sería jugado ya que la edición de 2008 entre Egipto e Irak programada para noviembre fue cancelada.

## Ediciones
| Año                            | Sede                           | Campeón                        | Final Resultado                | Subcampeón                     |
| Copa de Naciones Afroasiáticas | Copa de Naciones Afroasiáticas | Copa de Naciones Afroasiáticas | Copa de Naciones Afroasiáticas | Copa de Naciones Afroasiáticas |
| ------------------------------ | ------------------------------ | ------------------------------ | ------------------------------ | ------------------------------ |
| 1978                           | Irán-Ghana                     | Irán                           | 3:0 No se jugó                 | Ghana                          |
| 1985                           | Camerún-Arabia Saudita         | Camerún                        | 4:1 1:2                        | Arabia Saudita                 |
| 1988                           | Catar                          | Corea del Sur                  | 1:1 (4:3 pen.)                 | Egipto                         |
| 1991                           | Irán-Argelia                   | Argelia                        | 1:2 1:0                        | Irán                           |
| 1993                           | Japón                          | Japón                          | 1:0 (pró.)                     | Costa de Marfil                |
| 1995                           | Uzbekistán-Nigeria             | Nigeria                        | 3:2 1:0                        | Uzbekistán                     |
| 1997                           | Sudáfrica-Arabia Saudita       | Sudáfrica                      | 1:0 0:0                        | Arabia Saudita                 |
| Copa Desafío AFC Asia/África   |                                |                                |                                |                                |
| 2007                           | Japón                          | Japón                          | 4:1                            | Egipto                         |

## Palmarés

### Títulos por país
| Selección       | Campeonatos    | Subcampeonatos |
| --------------- | -------------- | -------------- |
| Japón           | 2 (1993, 2007) |                |
| Camerún         | 1 (1985)       |                |
| Rep. de Corea   | 1 (1987)       |                |
| Argelia         | 1 (1991)       |                |
| Nigeria         | 1 (1995)       |                |
| Sudáfrica       | 1 (1997)       |                |
| Arabia Saudita  |                | 2 (1985, 1997) |
| Egipto          |                | 2 (1987, 2007) |
| Irán            |                | 1 (1991)       |
| Costa de Marfil |                | 1 (1993)       |
| Uzbekistán      |                | 1 (1995)       |

### Títulos por confederación
| Confederación | Títulos | Subtítulos |
| ------------- | ------- | ---------- |
| CAF (África)  | 4       | 3          |
| AFC (Asia)    | 3       | 4          |